# Кушкуль (Иглинский район)
Кушкуль (баш. Ҡушкүл) — деревня в Иглинском районе Башкортостана, входит в состав Тавтимановского сельсовета.

## Географическое положение
Расположена на левом берегу реки Малый Бардзяул в месте впадения её в Лобовку, в 3,5 км к северо-западу от Тавтиманово, в 15 км к северо-востоку от Иглино и в 35 км от Уфы.
К деревне ведёт тупиковая дорога от автодороги Тавтиманово — Покровка. Ближайшая ж.-д. платформа Чуваши (на линии Уфа — Челябинск) находится в 3,5 км к юго-западу в селе Чуваш-Кубово.

## Население
| 2002 | 2009 | 2010 |
| ---- | ---- | ---- |
| 35   | →35  | ↘33  |

Национальный состав
Согласно переписи 2002 года, преобладающая национальность — русские (88 %).